# Drvenik Mali
La Isla Drvenik Mali (en croata: Otok Drvenik Mali) es una isla en la parte croata del Mar Adriático. Está situada en el archipiélago Dálmata central, al oeste de Drvenik Veliki, a 8 millas náuticas (15 kilómetros) de Trogir. Su superficie es de 3,3 km². El único asentamiento de la isla es el pueblo del mismo nombre, con una población de 54 personas(a partir de 2001). El mar alrededor de la isla es de poca profundidad, por lo tanto conveniente para la pesca. El pico más alto tiene 79 metros de altura. Las industrias principales son la agricultura (sobre todo las aceitunas), la pesca y el turismo.